# Bathydactylus kroghi
Bathydactylus kroghi är en havsanemonart som beskrevs av Oscar Henrik Carlgren 1956. Bathydactylus kroghi ingår i släktet Bathydactylus och familjen Actinostolidae. Inga underarter finns listade i Catalogue of Life.